# Surya Sen

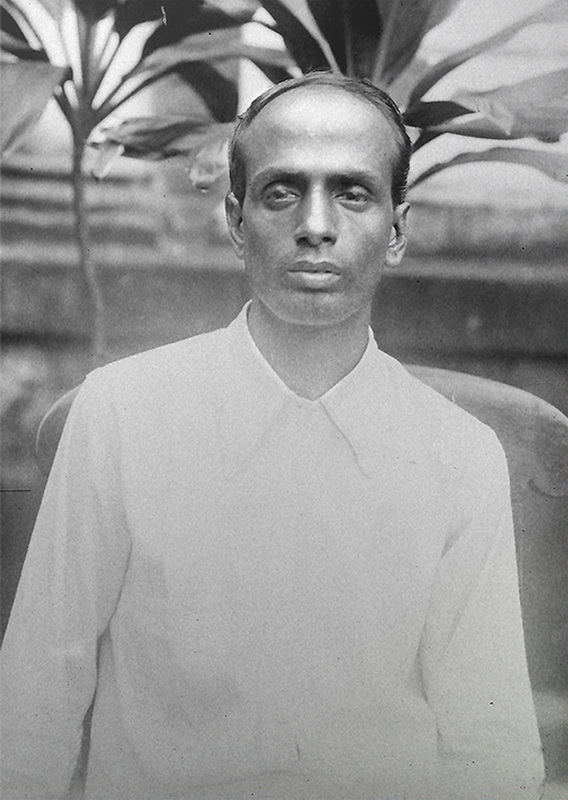
Surya Sen (um 1930)

Surya Sen (* 1894 im Dorf Noapara, Britisch-Indien; † 12. Januar 1934 in Chittagong) war ein bengalischer Revolutionär, der den fehlgeschlagenen Chittagong-Aufstand 1930 organisierte und deshalb hingerichtet wurde.

## Lebensweg
Surya Sen erhielt seine Ausbildung zum Lehrer am Beharampore College (Distrikt Murshidabad). In den späten 1920er Jahren lehrte er Mathematik an der Uma Tara-Schule von Chittagong. Wegen seiner Lehrtätigkeit wurde er auch als Master-da bezeichnet.
Bereits 1918 war er Gründungsmitglied der revolutionären Organisation (Samyasram) von Chittagong und Mitglied in deren Zentralkomitee. Inspiriert war die Gruppe von den Methoden Giuseppe Mazzinis und der Carbonari. Man unterstützte zunächst Gandhis Kampagne der Nichtkooperation, wandte sich dann aber der gewaltsamen Aktion zu.
Zur Finanzierung revolutionärer Aktivitäten plante Surya Sen Raubüberfälle. Am 24. Dezember 1923 schluckte er eine Zyankalikapsel, als er mit anderen in seinem Versteck im Ortsteil Sulak Bazar von der Polizei umzingelt war. Er wurde nur bewusstlos und im Krankenhaus gerettet. Im folgenden Gerichtsverfahren wegen des Raubüberfalls am 14. auf eine Kutsche der Bahngesellschaft, bei der 17.000 Rupien erbeutet wurden, wurde er von den Geschworenen freigesprochen, obwohl er beteiligt gewesen war.
Am 5. September 1924 nahm er an einem Raubüberfall in Noapara teil. Bei einem weiteren Überfall am 25. November 1925 gelang die Flucht. Mehrere seiner Mitkämpfer wurden im Dakshineshwar Bomb Case angeklagt.
Wegen seiner nationalistischen Aktivitäten wurde er vom 8. Oktober 1926 bis 1928 ohne Gerichtsverhandlungen nach den Bestimmungen der notorischen Regulation III von 1818 inhaftiert. Danach waren er und seine Gruppe weiterhin innerhalb des Kongress aktiv. Er und fünf seiner Genossen waren Mitglieder im Chittagong District Committee der Partei. Während der Jahrestagung des Indischen Nationalkongress in Kalkutta vom 29. bis 31. Dezember 1928 organisierten seine Genossen Aufmärsche mit. Nachdem Jatin Das im September 1929 nach 64-tägigem Hungerstreik in britischer Haft verstorben war, radikalisierte er sich weiter und gründete die Advance Group mit, die er später Indian Republican Army (I.R.A., nach irischem Vorbild) nannte.

### Chittagong-Aufstand
Nach sechsmonatiger Vorbereitung führte Surya Sen am 18. April 1930 den von vornherein aussichtslosen Chittagong-Aufstand an. Um seine polizeilichen Bewacher von seinem unmittelbaren Vorhaben abzulenken, hatte Sen ankündigen lassen, er würde am 21. öffentlich aus einem verbotenen Buch vorlesen, was den Straftatbestand der Aufwiegelung erfüllt hätte.
Vor der Kaserne der bewaffneten Polizei (Police Armoury) im nordwestlichen Stadtteil Pahartali hatte Surya Sen zunächst die indische Trikolore als Nationalflagge aufgezogen und salutieren lassen, anschließend rief er eine „provisorische revolutionäre Nationalregierung“ aus. Daraufhin wurde die Kaserne mit zehn Mann gestürmt. Er verließ mit anderen Revolutionären die Stadt. Von den britischen Verfolgern am Hügel Jalallabad gestellt, kam es am 23. April zum Gefecht. Die Freiheitskämpfer sickerten einzeln in die umliegenden Dörfer, wo sie sich Zivilkleidung beschafften.
Zwischen September 1930 und dem 3. Juni 1931 versuchte Surya Sen, seine inhaftierten Mitkämpfer durch Anschläge in Chittagong freizupressen. Ergriffene Beteiligte wurden im sogenannten Dynamite Conspiracy Case abgeurteilt. Am 13. Juni gelang es ihm, im Chittagonger Ortsteil Dhalgat der Polizei zu entkommen. Dabei wurde Captain Cameron erschossen.
Surya Sen wurde in Gairala am 16. Februar 1933 verraten und zusammen mit Brajen Sen gefangen genommen. Der ältere Bruder von Brajen, der Denunziant Netra Sen, wurde am 9. Januar 1934 von Kiran Sen beim Abendessen von hinten geköpft, wofür selbiger nie zur Verantwortung gezogen wurde.
Surya Sen wurde ab 15. Juni 1933 mit anderen vor ein Sondergericht gestellt – es wurden 170 Zeugen gehört – und zum Tode verurteilt. Am 12. Januar 1934 wurde er von den Kolonialherren zunächst aufs übelste misshandelt und kurz nach Mitternacht im Zentralgefängnis von Chittagong gehängt. Über Chittagong war an diesem Tag Ausgangssperre mit Schießbefehl verhängt. Schuldig befunden worden war er nicht nur wegen der Rebellion und Waffen- beziehungsweise Sprengstoffvergehens, sondern auch wegen Mordes an Captain Cameron in Dhalgat am 13. Juni 1932 und Frau Sullivan am 24. September 1932 in Pahartali.
Seine Leiche wurde vom Schlachtkreuzer HMS Renown aus in den Golf von Bengalen geworfen.